# 吉帕口孵非鯽
吉帕口孵非鯽，為輻鰭魚綱鱸形目隆頭魚亞目慈鯛科的其中一種，被IUCN列為極危保育類動物，分布於非洲Jipe湖及Pangani河流域，體長可達50公分，棲息在中底層水域，以植物為食，可做為食用魚，生活習性不明。